# Янко, Александр Петрович
Александр Петрович Янко (11 апреля 1879, с. Старые Санжары, ныне село Новосанжарского района Полтавской области — 22 сентября 1938, Киев) — член Украинской центральной Рады и Всероссийского учредительного собрания, журналист.

## Биография
Родился в крестьянской семье. Окончил начальную школу. Не имея возможности продолжать обучение, занимался самообразованием.
1896—1905 — работал в Полтавском губернском земстве: сначала — помощником секретаря, затем — заведующим подотдела и секретарем отдела земских благотворительных учреждений.
С 1904 принадлежал к организации украинских эсеров (УПСР), был одним из ведущих деятелей социал-революционного движения на Полтавщине. За политические убеждения подвергся преследованиям царской администрации. Впервые арестован 18 декабря 1905 в Полтаве. Несколько месяцев пробыл в тюрьме. В 1908 приговорён к трём годам заключения, затем — на вечное поселение в Сибири.
В ссылке овладел бухгалтерской делом, работал бухгалтером на строительстве железной дороги в Нижнеудинск, Велестовских каменноугольных разработок в Иркутской губернии, Кемеровской ветки Кольчугинской железной дороги и на других работах.
После Февральской революции 1917 некоторое время оставался в Западной Сибири, где работал комиссаром торговли. С апреля 1917 — член Украинской партии социалистов-революционеров, входил в состав ЦК УПСР. Летом 1917 вернулся на Полтавщину, где его избрали председателем Полтавской губернской совета рабочих и солдатских депутатов, а также членом губернской и уездной земских управ. Избран во Всероссийское учредительное собрание в Полтавском избирательном округе по списку № 8 (украинские эсеры и Селянская спилка.).
Член Украинской Центральной Рады. В июне 1917 года на Всеукраинском крестьянском съезде избран делегатом на Всеукраинское учредительное собрание от Полтавской губернии. В ноябре 1918 по списку Крестьянского союза и УПСР был избран делегатом Всероссийского учредительного собрания. Редактор партийного органа УПСР — газеты «Народная воля».
В период Украинской державы — член Украинского национального союза, один из организаторов противогетманского восстания.
В ноябре 1918 Александр Янко был одним из кандидатов в состав Директории УНР. После восстановления УНР избран председателем ЦК Селянської спілки, возглавлял организационный комитет УПСР. В январе 1919 частично перешел на позиции большевизма.
Работал как журналист в различных украинских журналах.
С приходом советской власти был выслан в Томск. В 1920—1923 жил в Томске, затем вернулся на Украину. 1930 стал членом Киевского отделения Всесоюзного общества политических каторжан.
26 декабря 1937 арестован за «участие в националистической террористической организации». 2 сентября 1938 военной коллегией Верховного суда СССР приговорен к расстрелу.